# Resolutie 2419 Veiligheidsraad Verenigde Naties
Resolutie 2419 van de Veiligheidsraad van de Verenigde Naties werd unaniem aangenomen op 6 juni 2018. De resolutie vroeg dat jongeren meer werden betrokken bij de onderhandeling en uitvoering van vredesakkoorden.
Deze resolutie kwam er op initiatief van Zweden en Peru als opvolging van resolutie 2250 uit 2015. De bijdrage van jongeren aan vrede en veiligheid werd als een belangrijk onderdeel van de duurzameontwikkelingsdoelstellingen voor 2030 gezien.

## Standpunten
De Verenigde Staten hadden een element om jongeren te betrekken bij plannen om gewelddadig extremisme te voorkomen willen toevoegen en waarschuwden voor de gemilderde toon met betrekking tot technologie en het internet ten opzichte van resolutie 2396 uit 2017.
Rusland vond te veel nadruk liggen op vredeshandhaving en wilde meer nadruk leggen op extremisme bij jongeren, zoals resolutie 2250 had gedaan. Ethiopië zag de resolutie kruisen met de nationale bevoegdheden van landen. Daarom was een paragraaf toegevoegd die benadrukte dat landen zelf de leiding moesten nemen bij het opbouwen van vrede.
Rusland en China vonden ook dat het thema "jeugd, vrede en veiligheid" niet relevant was voor de Veiligheidsraad. Om die reden werd de studie die erover was opgemaakt niet "verwelkomd" maar "opgemerkt" in de tekst.

## Achtergrond
Resolutie 2250 had toenmalig secretaris-generaal Ban Ki-moon om een studie gevraagd over de bijdrage van jongeren aan vredesprocessen en conflictoplossing. Die had vervolgens een adviesgroep van 21 experts en een stuurgroep waarin 34 VN-organisaties, ngo's, intergouvernementele organisaties en stichtingen waren vertegenwoordigd onder leiding van de Zuid-Afrikaanse jurist Graeme Simpson aangesteld om deze studie op te stellen. In maart 2018 was de studie klaar en een open debat volgde in april.

## Inhoud
Om vrede te bereiken en behouden moesten de problemen die aan de basis van een conflict liggen opgelost worden. In de gemondialiseerde wereld gebruikten terroristen met name het internet om jongeren te rekruteren en aan te zetten tot terreurdaden. Met "jongeren" werden 18 tot 29-jarigen bedoeld.
Sport en cultuur droegen steeds meer bij aan ontwikkeling en vrede doordat ze tolerantie en respect bevorderden. Ook investeren in onderwijs, zodat jongeren hun capaciteiten konden ontwikkelen, droeg bij aan het bereiken van vrede. Jongeren zelf speelden een rol in de dialoog tussen verschillende culturen en religies die hen moest afbrengen van geweld, terrorisme, xenofobie en alle vormen van discriminatie.
Jongeren moesten dan ook meer worden betrokken bij het voorkomen en oplossen van conflicten, onder meer bij de onderhandeling en uitvoering van vredesakkoorden. De Vredesopbouwcommissie, de secretaris-generaal en zijn speciaal gezanten moesten hier voortaan rekening mee houden, in het bijzonder het betrekken van jonge vrouwen. De Veiligheidsraad zelf zou jongerenorganisaties aan het woord laten wanneer dit relevant was.
Alle partijen in gewapende conflicten werden opgeroepen de Vierde Geneefse Conventie uit 1949 inzake de bescherming van burgers, waaronder jongeren, na te leven en te zorgen dat schendingen hiervan niet onbestraft bleven.
Ten slotte werd secretaris-generaal António Guterres gevraagd binnen de twee jaar te rapporteren over de uitvoering van resolutie 2250 en deze resolutie.
Lijst ·  2398 ·  2399 ·  2400 ·  2401 ·  2402 ·  2403 ·  2404 ·  2405 ·  2406 ·  2407 ·  2408 ·  2409 ·  2410 ·  2411 ·  2412 ·  2413 ·  2414 ·  2415 ·  2416 ·  2417 ·  2418 ·  2419 ·  2420 ·  2421 ·  2422 ·  2423 ·  2424 ·  2425 ·  2426 ·  2427 ·  2428 ·  2429 ·  2430 ·  2431 ·  2432 ·  2433 ·  2434 ·  2435 ·  2436 ·  2437 ·  2438 ·  2439 ·  2440 ·  2441 ·  2442 ·  2443 ·  2444 ·  2445 ·  2446 ·  2447 ·  2448 ·  2449 ·  2450 ·  2451